# 11. studenoga
11. studenoga (11. 11.) 315. je dan godine po gregorijanskom kalendaru (316. u prijestupnoj godini).
Do kraja godine ima još 50 dana.

## Događaji
- 43. prije Krista – Oporučni glavni nasljednik i Cezarov usvojeni sin Gaj Julije Cezar Oktavijan, vojskovođa Marko Antonije i raniji vođa konjanika Lepid sklopili su u Bologni trojni savez – trijumvirat. Taj drugi trijumvirat u povijesti Rimskog Carstva dobio je od Senata pune ovlasti na pet godina kako bi u njegovu korist riješio građanski rat koji je izbio nakon Cezarova ubojstva.
- 1202. –  Na poticaj Mlečana započela je križarska opsada Zadra, koja je završila propašću grada
- 1606. – Potpisan je Žitvanski mir između Habsburške Monarhije i Osmanskog Carstva
- 1918. – Njemačka je kaputulirala, što je i ujedno značilo kraj Prvog svjetskog rata
- 1949. – Ukazom vlade Narodne Republike Hrvatske u Zagrebu je utemeljen Državni zbor narodnih plesova i pjesama
- 1960. – Proglašen je Nacionalni park Mljet, što je prvi pokušaj zaštite izvornog ekosustava na Jadranu

| - 1050. – Henrik IV., njemačko-rimski car († 1106.) - 1154. – Sancho I., portugalski kralj († 1212.) - 1214. – Alfons VIII., kralj Kastilje († 1155.) - 1821. – Fjodor Mihajlovič Dostojevski, ruski književnik († 1881.) - 1873. – Eugeniusz Kazimirowski, poljski slikar († 1939.) - 1895. – Jakov Gotovac, hrvatski operni dirigent i skladatelj († 1982.) - 1922. – Kurt Vonnegut, američki književnik († 2007.) - 1928. – Carlos Fuentes, meksički književnik († 2012.) - 1945. – Daniel Ortega, nikaragvanski političar i predsjednik - 1955. – Friedrich Merz, njemački političar - 1962. – Demi Moore, američka glumica - 1964. – Željka Markić, hrvatska aktivistica - 1974. – Leonardo DiCaprio, američki glumac - 1983. – Miho Bošković, hrvatski vaterpolist - 1983. – Philipp Lahm, njemački nogometaš - 1993. – Vinko Ćemeraš, hrvatski pjevač | - 397. – Sveti Martin, katolički svetac (* 316./317.) - 1028. – Konstantin VIII., bizantski car (* o. 960.) - 1189. – Vilim II., kralj Sicilije (* 1145.) - 1285. – Petar III. Aragonski, kralj Aragonije (* 1239.) - 1331. – Stefan Uroš III., srpski kralj (* 1285.) - 1855. – Søren Kierkegaard, danski filozof, teolog i književnik (* 1813.) - 1952. – Eduard Miloslavić, hrvatski znanstvenik (* 1884.) - 1960. – Rudolf Fizir, hrvatski zrakoplovac (* 1891.) - 1973. – Artturi Ilmari Virtanen, finski fizičar (* 1895.) - 1975. – Mina Witkojc, donjolužička pjesnikinja (* 1893.) - 1976. – Alexander Calder, američki kipar (* 1898.) - 1979. – Dimitri Tiomkin, američki skladatelj ukrajinskog podrijetla (* 1894.) - 2004. – Yasser Arafat, palestinski političar (* 1929.) - 2007. – Delbert Mann, američki redatelj (* 1920.) - 2020. – Anđelka Martić, hrvatska književnica i prevoditeljica (* 1924.) |

## Blagdani i spomendani
- Dan sv. Martina: Martinje
- Dan hrvatskih knjižnica
- Dan grada Belog Manastira
- Dan grada Dugog Sela
- Dan državnosti u Poljskoj
- Dan državnosti u Angoli
- Dan sjećanja na žrtve Prvoga svjetskog rata